# 津久見港

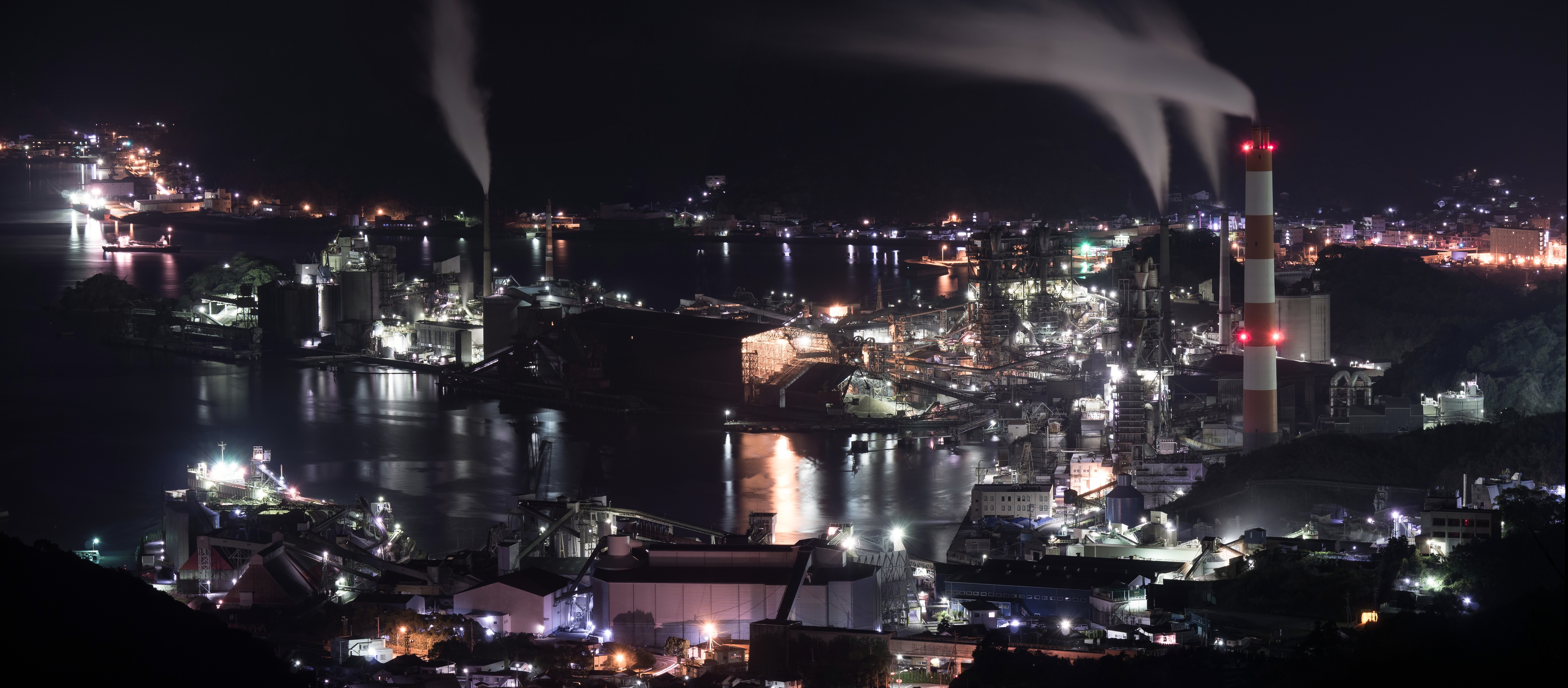
津久見港と太平洋セメント津久見プラント

津久見港（つくみこう）は、大分県津久見市にある港湾。港湾管理者は大分県で、重要港湾に指定されている。また、大分県によって拠点港(防災拠点港)に指定されている。

## 概要
瀬戸内海への入口にあたる豊後水道に面する津久見湾西側の奥部に位置する港で、津久見市西部の水晶山で採掘される石灰石、及び、市内で生産されるセメント製品の積み出しによって工業港として発展した。津久見港からの石灰石の移出は、日本全国の港湾移出量の4割を占め、セメントの輸出は、日本の総輸出量の4割にあたる。
一帯は2008年（平成20年）7月3日にみなとオアシスに登録していて、つくみん公園を代表施設とするみなとオアシス津久見として賑わい拠点ともなっている。

## 沿革
- 1949年（昭和24年）6月1日 - 関税法による開港に指定
- 1951年（昭和26年） - -9m岸壁が完成
- 1951年（昭和26年） - 重要港湾に指定
- 1952年（昭和27年） - 保税地域に指定

## 主な施設
- -9m岸壁
- -5.5m岸壁（耐震強化岸壁）
- 旅客船桟橋

## 定期航路
- やま丸（ニューやま2号、マリンスター）マリンスター

マリンスター

  - - 保戸島 （1日7往復、所要時間約25分）
- 市営船（ニューむくしま）
  - - 無垢島（地無垢島） （1日1～2往復、所要時間約25分）